# William Gray (Kaufmann)
William Gray (* 8. Juli 1750 in Lynn; † 3. November 1825) war ein Kaufmann und Reeder aus Salem im US-Bundesstaat Massachusetts, wo er 1803 auch eine Versicherungsgesellschaft gründete.

## Herkunft und Familie

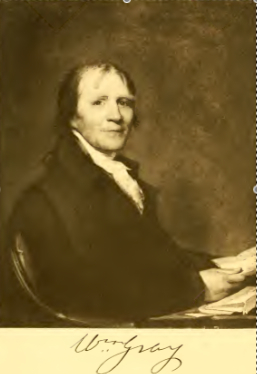
William Gray (1807) nach einem Gemälde von Gilbert Stuart

William Gray Jr. wurde am 8. Juli 1750 als ältester Sohn des Abram Gray und der Lydia Calley in Lynn geboren, sein Großvater Wiiam Gray Sr. war Landwirt und einer der Begründer der Schuhherstellung im Tal des Merrimack River.
Am 29. März 1782 heiratete er Elizabeth Chipman (1756–1823), ihre Kinder waren:
- William Rufus (geboren 23. Juni 1783)
- Henry (getauft 22. August 1784)
- Lydia Maria (getauft 5. Februar 1786, gestorben 22. Mai 1786)
- Eliza (getauft 18. April 1787, gestorben 25. Januar 1791)
- Lucia (geboren 30. Dezember 1788)
- Francis Calley (geboren 19. September 1790)
- John Chipman (geboren 16. Dezember 1793)
- Ward (getauft 15. Januar 1797, gestorben 1798)
- Horace (geboren 25. August 1800)

William Gray starb hochgeachtet am 3. November 1825 im Alter von 75 Jahren. Zunächst in der St. Pauls Church begraben, wurden er und seine Frau später auf den Mount Auburn Cemetery umgebettet.

## Werdegang als Kaufmann
Seine Eltern siedelten zwischen 1760 und 1762 nach Salem über, wo er als Lehrling in die Handelsfirma des Samuel Gardner eintrat. Nach dem Ende der Ausbildung wechselte er als Buchhalter zur Handelsfirma des Richard Derby Sr., Vater des Elias Hasket Derby. Zur Ausrüstung des Schiffs, welches die Botschaft der Niederlage der Briten bei Concord und Lexington zu Beginn des Amerikanischen Unabhängigkeitskrieges nach Großbritannien überbrachte – es gehörte seinem Dienstherren – steuerte er 10 Pfund Sterling bei.
Ab 1778 sind Geschäfte auf eigene Rechnung nachgewiesen. Da es zu diesem Zeitpunkt bereits zwei weitere Händler selben Namens gab, nutzte er – auch während seiner politischen Karriere – als Signatur Wm. Gray Ter. (für Tertius). Als 1792 die Kaufleute von Salem die Essex Bank gründeten, wurde Gray als deren erster Präsident gewählt. Zu dieser Zeit war er gemeinsam mit Partnern einer der erfolgreichsten Händler der Stadt und engagierte sich im Ost- und Südasienhandel. Durch wachsende Aktivitäten vom Hafen New York aus stand die Firma 1794 kurz vor einer Verlegung in diese Stadt, doch verblieb sie zunächst in Neuengland.
Zum Ende des 18. Jahrhunderts verbreiterte Gray seine wirtschaftlichen Aktivitäten über den Seehandel hinaus, 1797 wurde er Mitbesitzer des Salem and Danvers Aqueduct, 1799 wurde er Direktor der Essex Bridge Company. Im Jahr 1803 war er einer der Mitbegründer der Essex Fire and Marine Insurance Company, der ersten Versicherungsgesellschaft in Salem. Dessen ungeachtet blieb der Seehandel für ihn von größter Bedeutung, von den 1806 in Salem für den Überseehandel registrierten 132 Schiffen verschiedener Größe gehörte fast ein Viertel Gray.
Im Winter 1810 wurde er Präsident der in Schwierigkeiten befindlichen Penobscot Bank im damals noch zu Massachusetts gehörenden Maine.
Während der Kontinentalsperre unterstützte er die Politik der Bundesregierung, welche das Blockadebrechen ablehnte. Stattdessen legte er bis zur Aufhebung anders lautender gesetzlicher Bestimmungen im März 1810 sein Hauptaugenmerk auf den Asienhandel und den Handel mit Russland.
Als er aufgrund der politischen Kampagnen der Föderalisten sein Geschäft 1809 nach Boston verlegte, wurde sein Vermögen auf die damals unvorstellbare Summe von drei Millionen US-Dollar veranschlagt, in seinem Besitz befanden sich 15 große Handelsschiffe, 7 Barken, 13 Briggs und ein Schoner.
Auch in den Jahren nach dem Krieg von 1812 betrieb Gray seine Handelsgesellschaft weiter, die letzte Registrierung eines Schiffes auf seinen Namen erfolgte im Jahr seines Todes 1825; zeitlebens wurden auf seinen Namen 181 Handelsschiffe unterschiedlicher Bauart registriert. Der Schwerpunkt seiner Geschäftstätigkeit in diesen Jahren lag neben dem Handel zwischen den Vereinigten Staaten und Europa insbesondere im Warenaustausch zwischen dem Mittelmeerraum und Indien.
William Gray war einer der ersten amerikanischen Schiffseigner, welche nahezu alle bedeutsamen Häfen der Ost- und Golfküste als Ausgangs- und Endpunkte ihrer Fahrten wählten; er überwand die Fixierung seines Unternehmens auf den Heimathafen, was ihm zusätzliche Gewinne ermöglichte.
Von 1816 bis 1821 war er einer der Direktoren der Bostoner Zweigstelle der United States Bank.

## Politischer Werdegang
Er wurde Mitglied der Miliz von Salem, als Feindseligkeiten ausbrachen, marschierte er unter dem Kommando von Oberst Timothy Pickering nach Lexington, wo es am 19. April 1775 zu Schusswechseln mit den sich zurückziehenden britischen Briten kam. Bei der Wahl der Offiziere der Dritten Kompanie der Miliz im Jahr 1776 wurde Gray zum Second Lieutenant (Unterleutnant) gewählt.
Erstmals 1783 trat William Gray politisch in Erscheinung, er wurde zum Stadtrat gewählt; 1787 wurde er als Delegierter zur Staatsversammlung (Massachusetts State Convention) bestimmt, die im Januar 1788 zusammentrat, um über die Amerikanische Verfassung abzustimmen. Trotz anfänglicher Ablehnung und der ablehnenden Haltung des Volkes nahm die Versammlung diese nach langer Diskussion mit einer Mehrheit von 19 Stimmen – darunter der Grays – an.
Für das Jahr 1792 ist William Gray als Kandidat des Essex County für den Senat des Staates Massachusetts belegt.
Mit dem Ende der Präsidentschaft von George Washington verschlechterten sich infolge der XYZ-Affäre die Beziehungen zu Frankreich erheblich, so dass es zu kriegerischen Handlungen, insbesondere der Aufbringung von Schiffen kam. Da die Bundesregierung kaum Mittel für die Finanzierung einer Flotte besaß, wurde es Privatpersonen freigestellt, Kriegsschiffe zu bauen und zu betreiben. Zum Vorsitzenden des am 26. Oktober 1798 gegründeten Komitees zum Bau eines Kriegsschiffes durch die Kaufleute Salems wurde William Gray gewählt. Die Spendensumme von 74.400 US-Dollar wurde zum Bau der Essex verwendet, die am 30. September 1799 vom Stapel lief und im Britisch-Amerikanischen Krieg von 1812 zum Einsatz kommen sollte, da die französisch-amerikanischen Feindseligkeiten bereits am 30. September 1800 durch Friedensschluss beendet wurden.
Für die Wahlen 1807 wurde er von den Föderalisten aufgestellt, stellte er sich bei der Abstimmung über eine Resolution zum Embargo Act der Bundesregierung auf deren Seite. Die Turbulenzen, die die ablehnende Haltung der Neuengland-Staaten diesem Bundesgesetz gegenüber auslösten, gipfelten in Salem in einer Versammlung am 26. Oktober 1808, in welcher William Gray wiederum die Partei der republikanischen Bundesregierung gegen die vorherrschenden Föderalisten ergriff. Für diese Haltung vom Großteil der übrigen Kaufleuten Salems gebannt, verlegte er 1809 den Geschäftssitz nach Boston.
Schon kurz danach verließ er die Föderalisten und wurde von den Republikanern als Kandidat des Vizegouverneurs des Bundesstaates neben dem Gouverneurskandidaten Elbridge Gerry aufgestellt. Bei der Wahl schlug er den Amtsinhaber um etwas mehr als 3.000 Stimmen, bei der Wahl 1811 wurden beide Kandidaten wieder gewählt. Für die Wahl des Jahres 1812 verzichtete Gray aufgrund gesundheitlicher Probleme auf eine Kandidatur, stellte sich jedoch gemeinsam mit Samuel Dexter für die Kampagnen 1814 und 1815, in denen sie allerdings den Föderalisten unterlagen. Die ihm 1816 angetragene Kandidatur der Republikaner für das Amt des Gouverneurs von Massachusetts lehnte er ab.
Während des Krieges von 1812 rüstete er auf eigene Kosten die Fregatte Constitution aus und spendete 100.000 US-Dollar für deren Reparatur und die Verteidigung des Landes.
In den Jahren 1818 bis 1820 war er Kandidat der nun als Demokratische Partei fungierenden Republikaner zur Wahl als Senator des Suffolk County für den Senat von Massachusetts, er unterlag aber jeweils dem föderalistischen Kandidaten.
In den Jahren 1820 und 1824 wurde er jeweils als Wahlmann des Bundesstaates Massachusetts für die Wahl des Präsidenten bestimmt, dabei galt seine Unterstützung James Monroe beziehungsweise seinem persönlichen Freund John Quincy Adams.